# Vleteren

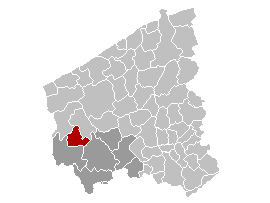
Vleteren

Vleteren é um município da província belga de  Flandres Ocidental. O município compreende as vilas de Oostvleteren, Westvleteren e Woesten. Em 1 de janeiro de 2006, o município tinha uma população de 3.336 habitantes, uma área total de 38,15 km² e uma densidade populacional de 95 habitantes por km².